# Брюстер, Бенджамин
Бенджамин Харрис Брюстер (род. 13 октября 1816 — 4 апреля 1888) — американский политик, 37-й генеральный прокурор США.

## Биография

### Ранняя жизнь
Брюстер родился 13 октября 1816 года в городе Сейлеме, штат Нью-Джерси. Он вырос в Филадельфии, штат Пенсильвания. Он был сыном Марии Хэмптон, дочери доктора Джона Томаса Хэмптона, солдата американской войны за независимость и близкого друга Томаса Джефферсона. Его бабушка Мерси Харрис-Хэмптон была дочерью Бенджамина Харриса, «боевого квакера» американской войны за независимость. Бенджамин Харрис Брюстер был назван в его честь. Отцом Бенджамина был Фрэнсис Энох Брюстер, потомок Уильяма Брюстера, пассажира Мейфлауэр. Старший Брюстер был успешным и известным адвокатом в Филадельфии, который бросил мать Бенджамина, Марию Хэмптон, ради своей спутницы Изабеллы Андерсон, от которой у него было двое детей вне брака. Его сводными братьями были Фредерик Кэрролл Брюстер (1825—1898), который был генеральным прокурором Пенсильвании, и Энох Кэрролл Брюстер (1828—1863).
Сестра Бенджамина, Энн Хэмптон Брюстер (1818—1892) была одной из первых женщин-корреспондентов Америки, публиковавшихся в основном в газетах Филадельфии, Нью-Йорка и Бостона.
В завещании их отца он назвал двух своих сыновей Фредерика и Еноха Кэрролла Брюстера своими единственными бенефициарами. Бенджамин боролся от имени своей сестры за ее долю в имении и за уничтожение завещания, которое он в конечном итоге выиграл.

### Образование
Он окончил Принстонский колледж в 1834 году и получил различные ученые степени. Он изучал право в офисе Эля Кирка Прайса известного филадельфийского адвоката и реформатора, который также был главой филадельфийское адвокатской коллегии. В состав юридической практики он был принят 5 января 1838 года.

### Семья
В 1857 году Брюстер женился на Элизабет фон Майербах де Райнфельдтс, вдове доктора Шульте из Парижа. Елизавета умерла в 1868 году. Однако Бенджамин продолжал проводить много отпусков с родителями жены в Германии недалеко от Кельна. От первого брака детей не было.
Брюстер женился повторно 12 июля 1870 года. Его вторая жена, Мэри Уокер, родилась в Миссисипи 13 декабря 1839 года и умерла 9 марта 1886 года в Филадельфии, штат Пенсильвания. Она была дочерью Роберта Джона Уокера, министра финансов при президенте Джеймсе Ноксе Полке и Мэри Блехенден Бач. Мэри Бач была дочерью Софии Даррелл Даллас и Ричарда Бач-младшего, которые служили во флоте республики Техас и были избраны представителем во втором законодательном собрании Техаса в 1847 году. София была дочерью Арабеллы Марии Смит и Александр Дж. Далласа американского государственного деятеля, занимавшего пост министра финансов США при президенте Джеймсе Мэдисоне. Она была правнучкой Сары Франклин Бач и Ричарда Бэча, а также правнучкой Бенджамина Франклина. Кроме того, она была племянницей Джорджа Миффлина Далласа, 11-го вице-президента США, который служил под началом Джеймса К. Полка.
У Бенджамина и Мэри в браке родился один ребенок, Бенджамин Харрис Брюстер-младший 22 октября 1872 года в Филадельфии, штат Пенсильвания.

## Карьера
В 1846 году президент Джеймс К. Полк назначил Брюстера уполномоченным по рассмотрению претензий чероки к федеральному правительству США. Он был назначен генеральным прокурором Пенсильвании в 1867 году губернатором Джоном Гири.
В 1881 году Честер А. Артур назначил Брюстера генеральным прокурором США. Брюстер занимал эту должность в течение срока полномочий Артура.

## Смерть
Он умер 4 апреля 1888 года в Филадельфии, штат Пенсильвания и был похоронен на кладбище Вудлендс.